# АФК Ескільстуна
АФК Ескільстуна (швед. Athletic Football Club Eskilstuna) — шведський футбольний клуб із міста Ескільстуна.

## Історія
Клуб заснований 2005 року під назвою ФК «Весбю Юнайтед» внаслідок злиття клубів ФК «Кафе Опера» (Стокгольм) та «Весбю» ІК. Він зайняв місце першого з них у Супереттан. Представляв місто Уппландс-Весбю (біля Стокгольма).
27 липня 2012 року клуб перейменовано на АФК «Юнайтед» після об'єднання з фарм-клубом «Атлетик» ФК (Сульна). Виступав у 3-й лізі (Дивізіон 1) Швеції. Перед початком сезону 2013 року клуб перебрався в район Стокгольма Сульну, яка є окремою комуною.
У 2015 повернувся в Супереттан, а з 2017 вийшов до вищого дивізіону. З 2017 року, після об'єднання з клубом «Ескільстуна Сіті» ФК, представляє місто Ескільстуну. Нова назва клубу — АФК Ескільстуна.
Провів у Аллсвенскан 2 сезони (останній — 2019): зіграв 60 матчів, у яких здобув 8 перемог, 16 нічиїх і 36 поразок, різниця м'ячів 51-110.

## Досягнення
Аллсвенскан:
- 16-е місце (2): 2017, 2019.

Супереттан:
- 2-е місце (1): 2016.

## Сезони
| Сезон              | Рівень | Ліга        | Підгрупа | Місце | Примітки                           |
| ------------------ | ------ | ----------- | -------- | ----- | ---------------------------------- |
| ФК «Весбю Юнайтед» |        |             |          |       |                                    |
| 2005               | 2      | Супереттан  |          | 9     |                                    |
| 2006               | 2      | Супереттан  |          | 14    | Вибув                              |
| 2007               | 3      | Дивізіон 1  | Північ   | 2     | Підвищився                         |
| 2008               | 2      | Супереттан  |          | 9     |                                    |
| 2009               | 2      | Супереттан  |          | 12    |                                    |
| 2010               | 2      | Супереттан  |          | 16    | Вибув                              |
| 2011               | 3      | Дивізіон 1  | Північ   | 2     |                                    |
| 2012               | 3      | Дивізіон 1  | Північ   | 11    |                                    |
| АФК «Юнайтед»      |        |             |          |       |                                    |
| 2013               | 3      | Дивізіон 1  | Північ   | 10    |                                    |
| 2014               | 3      | Дивізіон 1  | Північ   | 1     | Підвищився                         |
| 2015               | 2      | Супереттан  |          | 8     |                                    |
| 2016               | 2      | Супереттан  |          | 2     | Підвищився                         |
| АФК Ескільстуна    |        |             |          |       |                                    |
| 2017               | 1      | Аллсвенскан |          | 16    | Вибув                              |
| 2018               | 2      | Супереттан  |          | 3     | Плей-оф на підвищення - підвищився |
| 2019               | 1      | Аллсвенскан |          | 16    | Вибув                              |
| 2020               | 2      | Супереттан  |          | 9     |                                    |
| 2021               | 2      | Супереттан  |          | 9     |                                    |
| 2022               | 2      | Супереттан  |          | 8     |                                    |
| 2023               | 2      | Супереттан  |          | 16    | Вибув                              |